# Filmografia Alfreda Hitchcocka

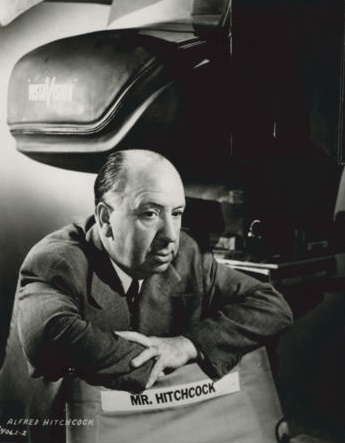
Alfred Hitchcock (1960)

Alfred Hitchcock (1899–1980) w trwającej 60 lat karierze wyreżyserował 53 filmy fabularne. Za swoją pracę był pięciokrotnie nominowany do nagrody Akademii Filmowej w kategorii dla najlepszego reżysera i raz do Złotego Globu. W 1968 został uhonorowany przez Amerykańską Akademię Sztuki i Wiedzy Filmowej (AMPAS) nagrodą im. Irvinga G. Thalberga. Uznawany jest za jednego z najwybitniejszych i najbardziej wpływowych reżyserów w historii kinematografii. Określany mianem „mistrza suspensu”.
Pracę w branży filmowej rozpoczął w 1919, będąc zatrudnionym w charakterze dorywczym przez kompanię Famous Players-Lasky, realizującej filmy dla Paramount Pictures. Początkowo zajmował się projektowaniem napisów i scenografii. W 1925 wyreżyserował swój pierwszy film – niemy dramat kryminalny Ogród rozkoszy. Zrealizowany dwa lata później Lokator zyskał przychylne recenzje krytyków, stając się pierwszym sukcesem komercyjnym w jego dorobku i pierwszym, w którym wystąpił w roli cameo. W 1929 Hitchcock wyreżyserował dreszczowiec kryminalny Szantaż, uznawany za pierwszy brytyjski film dźwiękowy. Zrealizowane przez niego w latach 30. XX wieku dwa filmy – 39 kroków (1935) i Starsza pani znika (1938) – należą według Brytyjskiego Instytutu Filmowego (BFI) do najwybitniejszych filmów tamtejszej kinematografii XX wieku.
W 1939 przeprowadził się do Stanów Zjednoczonych, gdzie reżyserował hollywoodzkie produkcje. Dreszczowiec psychologiczny Rebeka (1940), z Laurence’em Olivierem i Joan Fontaine, spośród jedenastu nominacji do nagrody Akademii Filmowej, otrzymał statuetkę dla najlepszego filmu. Do innych ważnych produkcji reżysera z lat 40. zalicza się: Podejrzenie (1941) z Carym Grantem i Fontaine, Cień wątpliwości (1943) z Teresą Wright i Josephem Cottenem, Urzeczoną (1945) z Ingrid Bergman i Gregorym Peckiem, Osławioną (1946) z Grantem i Bergman oraz Sznur (1948) z Jamesem Stewartem.
W latach 50. nawiązał współpracę z Grace Kelly, która zagrała w trzech reżyserowanych przezeń filmach – M jak morderstwo (1954), Oknie na podwórze (1954) oraz Złodzieju w hotelu (1955). Za namową agenta Lew Wassermana, został gospodarzem serialu kryminalnego Alfred Hitchcock przedstawia (emitowanego od 1955 do 1962), który przyniósł mu ogólnokrajową rozpoznawalność. Nagrodzono go Złotym Globem dla najlepszego programu telewizyjnego. W 1958 zrealizował melodramatyczny dreszczowiec psychologiczny Zawrót głowy ze Stewartem i Kim Novak – w 2008 American Film Institute (AFI) uznał go za „najlepszy kryminał”. Rok później wyreżyserował dreszczowiec sensacyjno-szpiegowski Północ, północny zachód z Grantem i Evą Marie Saint. W latach 60. zrealizował takie produkcje, jak Psychoza (1960), będąca największym sukcesem komercyjnym w jego karierze, Ptaki (1963) z Tippi Hedren i Marnie (1964), gdzie aktorce partnerował Sean Connery. Dreszczowiec kryminalny Szał (1972) uchodzi za arcydzieło późnego okresu kariery reżysera.
Sześć wyreżyserowanych przez Hitchcocka filmów – Rebeka, Urzeczona, Osławiona, Okno na podwórze, Północ, północny zachód oraz Psychoza – było zestawianych w pierwszej dziesiątce podsumowań roku w amerykańskim box offisie. Czternaście produkcji uzyskało przynajmniej jedną nominację do Oscara w dowolnej kategorii, z czego pięć zdobyło co najmniej jedną statuetkę. Dziewiętnaście produkcji reżysera, po uwzględnieniu inflacji, przekroczyło sumę 100 milionów dolarów dochodu z biletów na rynku krajowym.

## Filmografia

### Famous Players-Lasky (1920–1922)

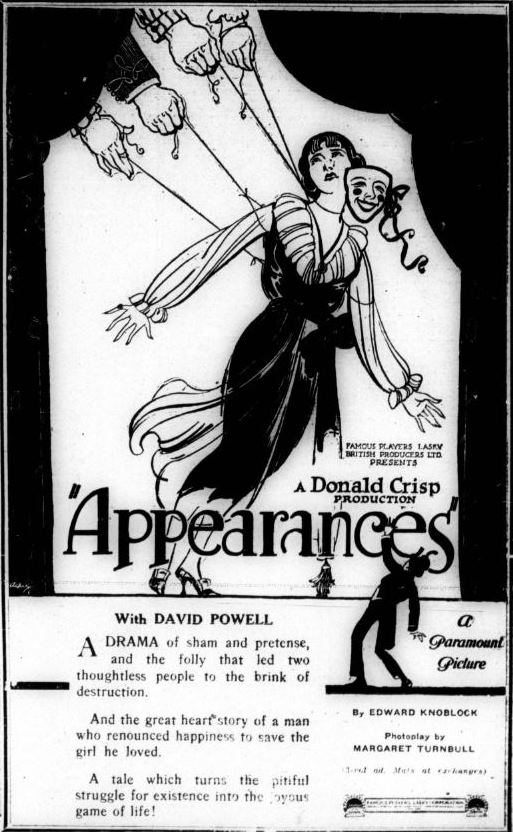
Appearances (1921, reż. Donald Crisp), jeden z pierwszych filmów do którego Hitchcock zaprojektował napisy

| Rok  | Tytuł                        | Funkcje              | Funkcje            | Tytuł oryg. / informacje                          | Źr     |
| Rok  | Tytuł                        | Dyrektor artystyczny | Projektant napisów | Tytuł oryg. / informacje                          | Źr     |
| ---- | ---------------------------- | -------------------- | ------------------ | ------------------------------------------------- | ------ |
| 1920 | The Great Day                | N                    | T                  | filmy krótkometrażowe, uznawane za zaginione      | [ 37 ] |
| 1921 | The Call of Youth            | N                    | T                  | filmy krótkometrażowe, uznawane za zaginione      | [ 37 ] |
| 1921 | Appearances                  | N                    | T                  | film zaginiony                                    | [ 38 ] |
| 1921 | Tajemnicza droga             | N                    | T                  | Mystery Road, film zaginiony                      | [ 38 ] |
| 1921 | The Princess of New York     | N                    | T                  | film zaginiony                                    | [ 38 ] |
| 1921 | Niebezpieczne kłamstwo       | N                    | T                  | Dangerous Lies, film zaginiony                    | [ 38 ] |
| 1921 | Beside the Bonnie Brier Bush | N                    | T                  | tytuł alt.: The Bonnie Brier Bush, film zaginiony | [ 39 ] |
| 1922 | Three Live Ghosts            | T                    | T                  | film odnaleziony w 2015                           | [ 39 ] |
| 1922 | Perpetua                     | N                    | T                  | Love’s Boomerang, film zaginiony                  | [ 39 ] |
| 1922 | The Spanish Jade             | T                    | T                  | filmy zaginione                                   | [ 41 ] |
| 1922 | The Man from Home            | T                    | T                  | filmy zaginione                                   | [ 39 ] |
| 1922 | Tell Your Children           | T                    | T                  | filmy zaginione                                   | [ 41 ] |

### Filmy nieme (1922–1929)

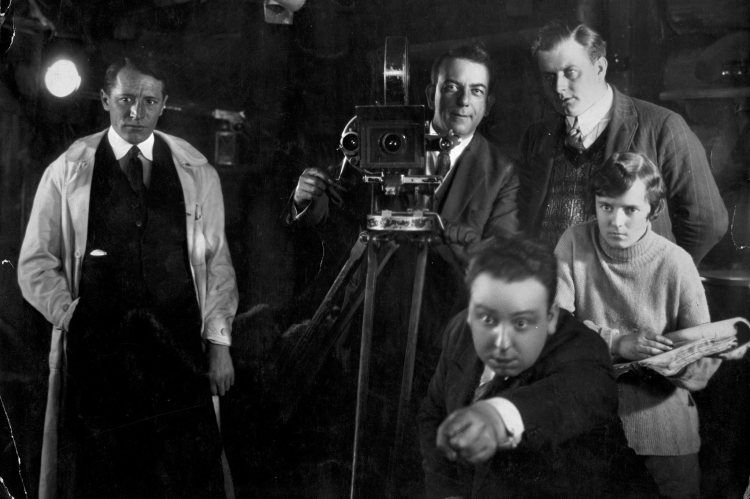
Operator Gaetano di Ventimiglia (u góry w środku), Alfred Hitchcock i Alma Reville (u dołu po prawej) w trakcie realizacji filmu Orzeł z gór (1927)

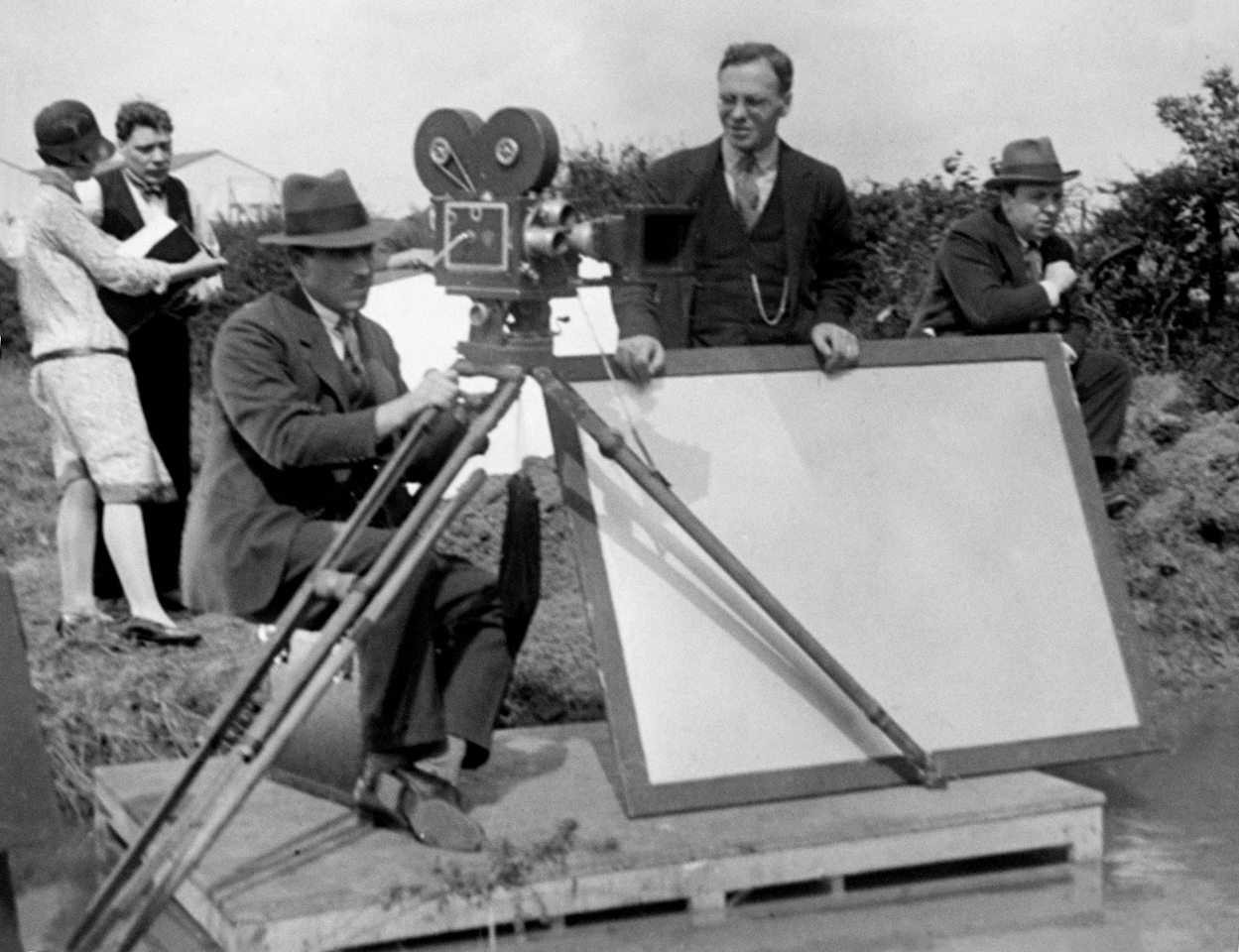
Alfred Hitchcock (pierwszy z prawej) i Jack E. Cox (siedzi pierwszy z lewej) na planie filmu Ring (1927)

| Rok  | Tytuł                    | Funkcje | Funkcje     | Tytuł oryg. / informacje                                                                                             | Źr     |
| Rok  | Tytuł                    | Reżyser | Scenarzysta | Tytuł oryg. / informacje                                                                                             | Źr     |
| ---- | ------------------------ | ------- | ----------- | --- | ------ |
| 1922 | Numer trzynasty          | T       | N           | Number 13, tytuł alt.: Mrs. Peabody, film krótkometrażowy, nieukończony i zaginiony                                  | [ 41 ] |
| 1923 | Zawsze mów żonie         | N       | N           | Always Tell Your Wife, film nieukończony i zaginiony, drugi reżyser i kierownik produkcji, niewym. w czołówce        | [ 44 ] |
| 1923 | Kobieta przeciw kobiecie | N       | T           | Woman to Woman, asystent reżysera i dyrektor artystyczny, niewym. w czołówce                                         | [ 44 ] |
| 1923 | The White Shadow         | N       | T           | tytuł alt.: White Shadows, asystent reżysera i dyrektor artystyczny, niewym. w czołówce                              | [ 45 ] |
| 1924 | The Passionate Adventure | N       | T           | asystent reżysera i dyrektor artystyczny                                                                             | [ 46 ] |
| 1925 | The Blackguard           | N       | T           | tytuł alt.: Die Prinzessin und der Geiger (The Princess and the Violinist), asystent reżysera i dyrektor artystyczny | [ 47 ] |
| 1925 | Ogród rozkoszy           | T       | N           | The Pleasure Garden, tytuł alt.: Irrgarten der Leidenschaft (Maze of Passion)                                        | [ 48 ] |
| 1925 | The Prude’s Fall         | N       | T           | tytuł alt.: Dangerous Virtue, asystent reżysera i dyrektor artystyczny                                               | [ 49 ] |
| 1927 | Lokator                  | T       | N           | The Lodger: A Story of the London Fog, tytuł alt.: The Case of Jonathan Drew                                         | [ 50 ] |
| 1927 | Orzeł z gór              | T       | N           | The Mountain Eagle, tytuł alt.: Der Bergadler, film zaginiony                                                        | [ 52 ] |
| 1927 | Na równi pochyłej        | T       | N           | Downhill, tytuł alt.: When Boys Leave Home                                                                           | [ 53 ] |
| 1927 | Ring                     | T       | T           | The Ring | [ 54 ] |
| 1928 | Żona farmera             | T       | N           | The Farmer’s Wife | [ 55 ] |
| 1928 | Łatwa cnota              | T       | N           | Easy Virtue | [ 54 ] |
| 1928 | Szampan                  | T       | T           | Champagne | [ 55 ] |
| 1929 | Człowiek z wyspy         | T       | N           | The Manxman | [ 56 ] |

### Filmy dźwiękowe (1929–1976)

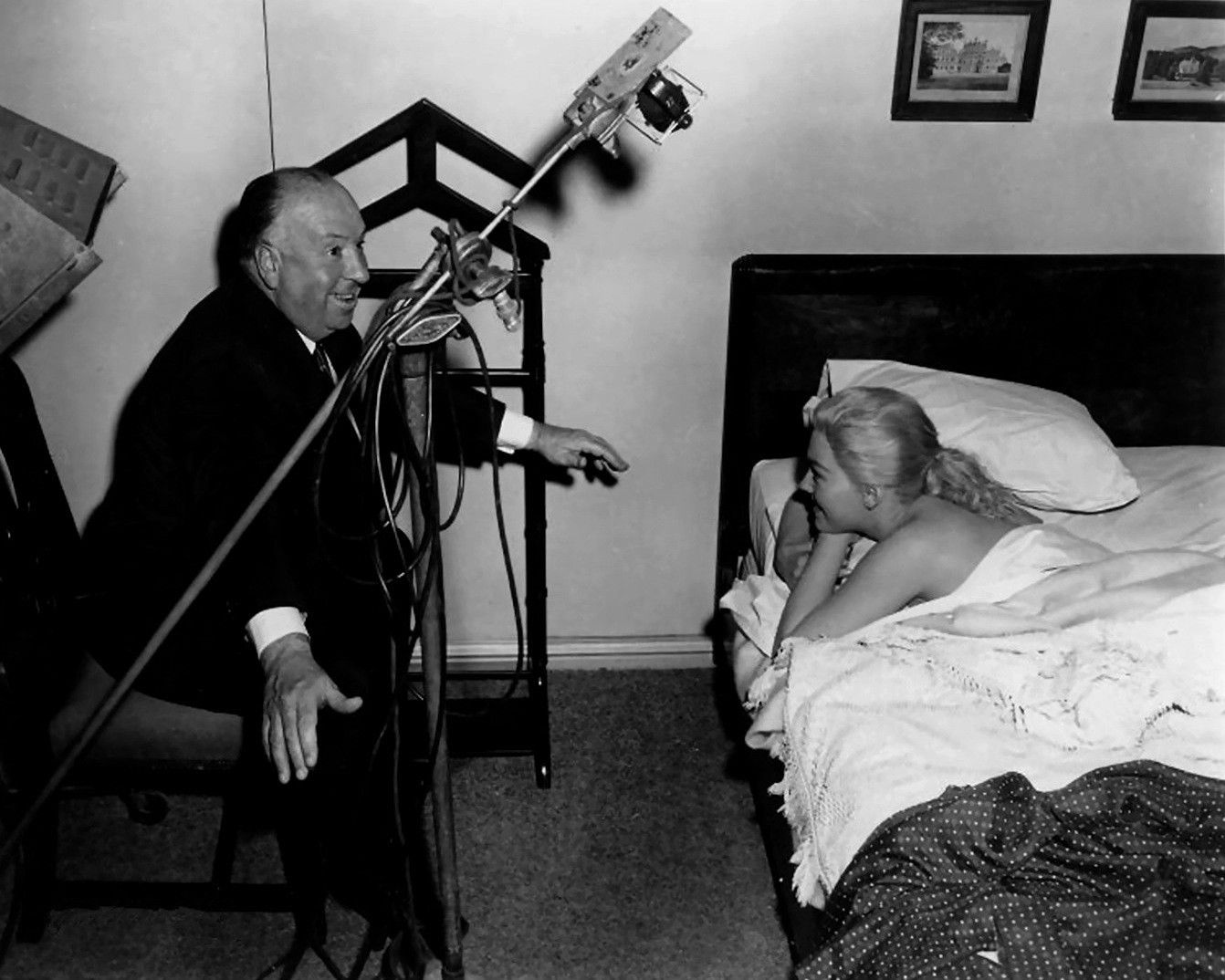
Alfred Hitchcock i Kim Novak na planie filmu Zawrót głowy (1958)

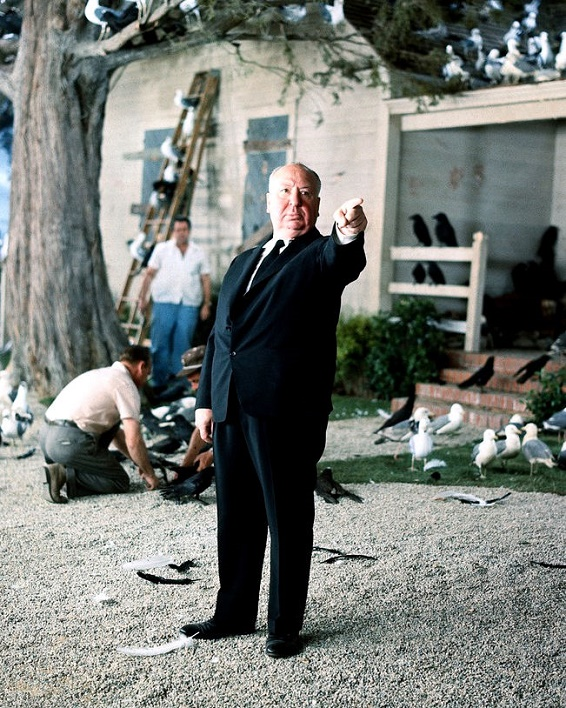
Alfred Hitchcock na planie zdjęciowym filmu Ptaki (1963)

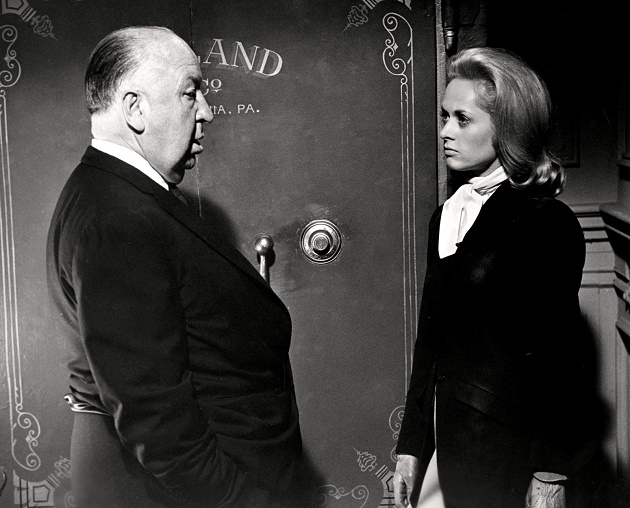
Alfred Hitchcock i Tippi Hedren na planie filmu Marnie (1964)

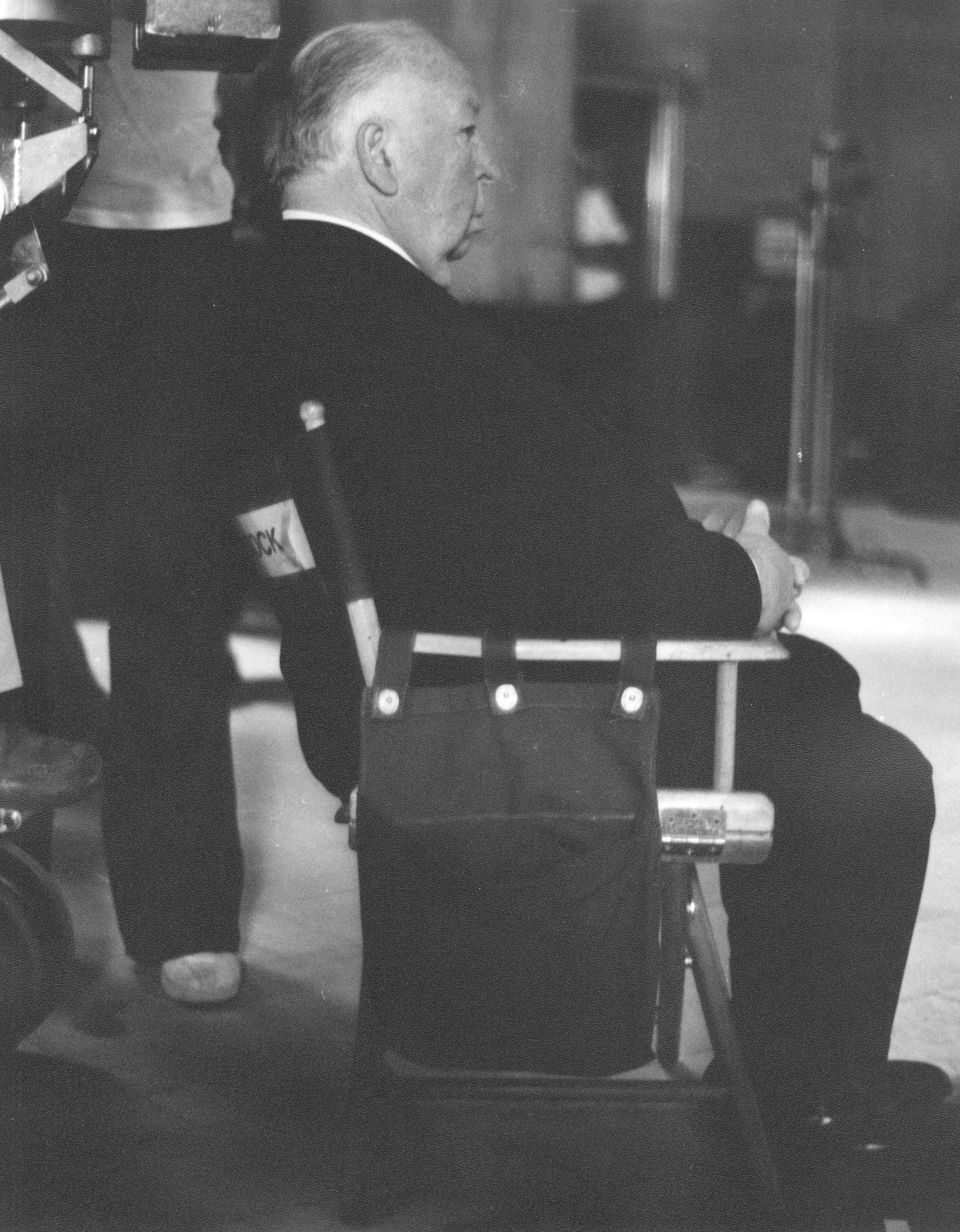
Alfred Hitchcock na planie filmu Intryga rodzinna (1976)

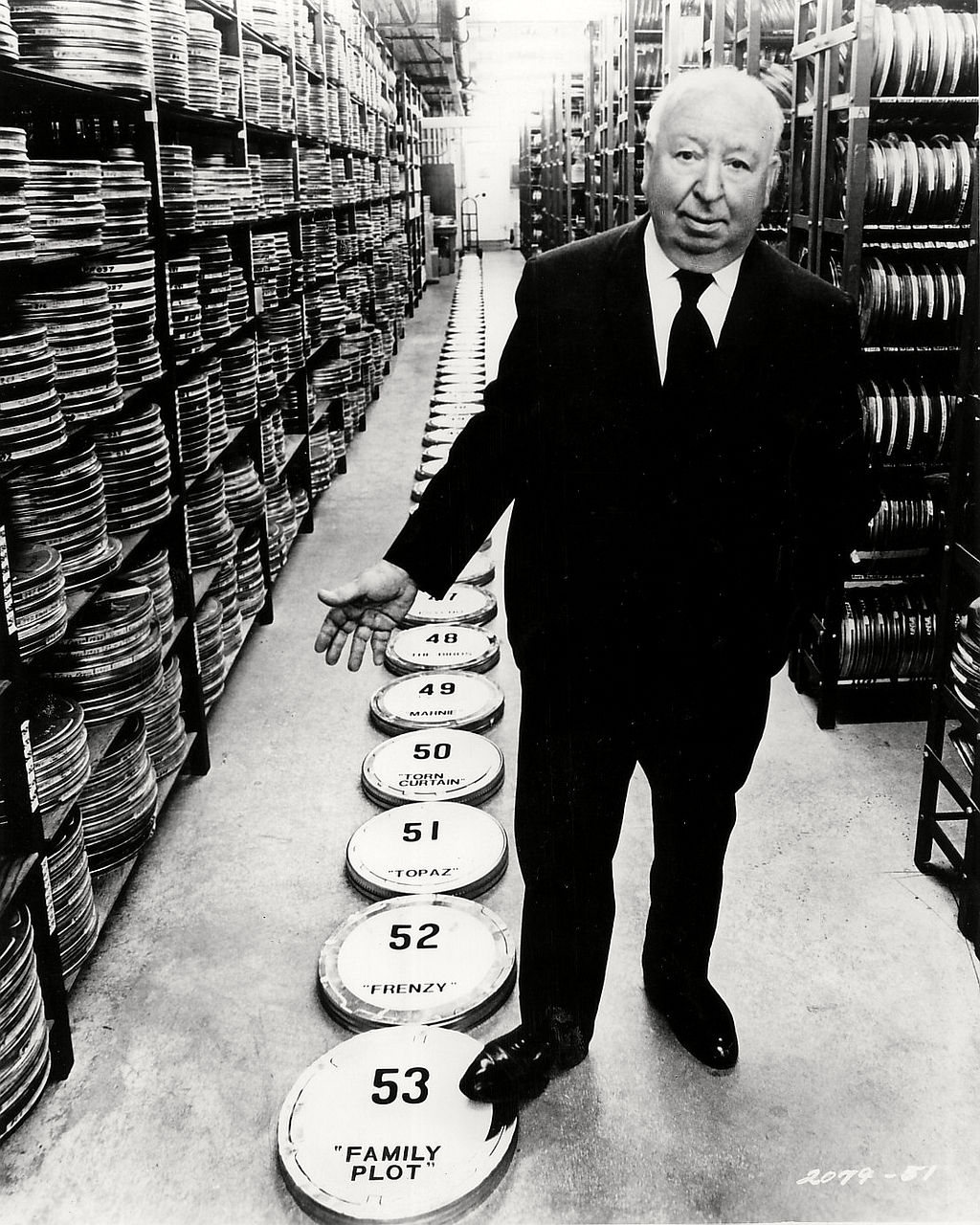
Hitchcock z taśmami wszystkich wyreżyserowanych przez siebie 53 filmów fabularnych (1976)

| Rok  | Tytuł                                     | Funkcje | Funkcje     | Funkcje   | Tytuł oryg. / informacje                                                                            | Źr      |
| Rok  | Tytuł                                     | Reżyser | Scenarzysta | Producent | Tytuł oryg. / informacje                                                                            | Źr      |
| ---- | ----------------------------------------- | ------- | ----------- | --------- | --------------------------------------------------------------------------------------------------- | ------- |
| 1929 | Szantaż                                   | T       | T           | N         | Blackmail, film wydany w wersji niemej i dźwiękowej                                                 | [ 57 ]  |
| 1930 | An Elastic Affair                         | T       | N           | N         | film krótkometrażowy; wystąpili w nim stypendyści i zwycięzcy konkursu gry aktorskiej „Film Weekly” | [ 58 ]  |
| 1930 | Elstree Calling                           | T       | N           | N         | reżyser segmentu „Skecze i inne wstawki”                                                            | [ 58 ]  |
| 1930 | Juno i Paw                                | T       | N           | N         | Juno and the Paycock                                                                                | [ 59 ]  |
| 1930 | Morderstwo                                | T       | T           | N         | Murder!                                                                                             | [ 60 ]  |
| 1931 | Oszustwo                                  | T       | T           | N         | The Skin Game                                                                                       | [ 61 ]  |
| 1931 | Mary                                      | T       | N           | N         | niemieckojęzyczna wersja filmu Morderstwo                                                           | [ 63 ]  |
| 1931 | Bogaci i dziwni                           | T       | T           | N         | Rich and Strange, tytuł alt.: East of Shanghai                                                      | [ 61 ]  |
| 1932 | Numer siedemnaście                        | T       | T           | N         | Number Seventeen                                                                                    | [ 64 ]  |
| 1932 | Niewiasty Lorda Cambera                   | N       | N           | T         | Lord Camber’s Ladies                                                                                | [ 64 ]  |
| 1934 | Wiedeńskie walce                          | T       | N           | N         | Waltzes from Vienna, tytuł alt.: Strauss’ Great Waltz / The Strauss Waltz                           | [ 65 ]  |
| 1934 | Człowiek, który wiedział za dużo          | T       | N           | N         | The Man Who Knew Too Much                                                                           | [ 66 ]  |
| 1935 | 39 kroków                                 | T       | N           | N         | The 39 Steps                                                                                        | [ 67 ]  |
| 1936 | Bałkany                                   | T       | N           | N         | Secret Agent                                                                                        | [ 68 ]  |
| 1936 | Tajny agent                               | T       | N           | N         | Sabotage, tytuł alt.: The Woman Alone                                                               | [ 69 ]  |
| 1937 | Młody i niewinny                          | T       | N           | N         | Young and Innocent, tytuł alt.: The Girl Was Young                                                  | [ 70 ]  |
| 1938 | Starsza pani znika                        | T       | N           | N         | The Lady Vanishes                                                                                   | [ 71 ]  |
| 1939 | Oberża Jamajka                            | T       | N           | N         | Jamaica Inn                                                                                         | [ 72 ]  |
| 1940 | Rebeka                                    | T       | N           | N         | Rebecca, pierwszy film Hitchcocka w Stanach Zjednoczonych                                           | [ 74 ]  |
| 1940 | Zagraniczny korespondent                  | T       | N           | N         | Foreign Correspondent, tytuły alt.: Imposter, Personal History                                      | [ 75 ]  |
| 1941 | Pan i pani Smith                          | T       | N           | N         | Mr. & Mrs. Smith                                                                                    | [ 76 ]  |
| 1941 | Podejrzenie                               | T       | N           | N         | Suspicion                                                                                           | [ 77 ]  |
| 1942 | Sabotaż                                   | T       | N           | N         | Saboteur                                                                                            | [ 78 ]  |
| 1943 | Cień wątpliwości                          | T       | N           | N         | Shadow of a Doubt                                                                                   | [ 79 ]  |
| 1944 | Łódź ratunkowa                            | T       | N           | N         | Lifeboat                                                                                            | [ 80 ]  |
| 1944 | The Fighting Generation                   | T       | N           | N         | propagandowy film krótkometrażowy wydany w Stanach Zjednoczonych, niewym. w czołówce                | [ 81 ]  |
| 1944 | Bon Voyage                                | T       | N           | N         | francuski film propagandowy zrealizowany dla Ministerstwa informacji                                | [ 80 ]  |
| 1944 | Malgaska przygoda                         | T       | N           | N         | Aventure Malgache, film propagandowy dla Ministerstwa informacji                                    | [ 84 ]  |
| 1945 | Urzeczona                                 | T       | N           | N         | Spellbound                                                                                          | [ 84 ]  |
| 1945 | German Concentration Camps Factual Survey | N       | N           | N         | Memory of the Camps, doradca przy tworzeniu scenariusza                                             | [ 85 ]  |
| 1946 | Osławiona                                 | T       | N           | T         | Notorious                                                                                           | [ 86 ]  |
| 1947 | Akt oskarżenia                            | T       | N           | N         | The Paradine Case                                                                                   | [ 87 ]  |
| 1948 | Sznur                                     | T       | N           | T         | Rope                                                                                                | [ 88 ]  |
| 1949 | Pod znakiem Koziorożca                    | T       | N           | T         | Under Capricorn                                                                                     | [ 89 ]  |
| 1950 | Trema                                     | T       | N           | T         | Stage Fright                                                                                        | [ 90 ]  |
| 1951 | Nieznajomi z pociągu                      | T       | N           | T         | Strangers on a Train                                                                                | [ 91 ]  |
| 1953 | Wyznaję                                   | T       | N           | T         | I Confess                                                                                           | [ 92 ]  |
| 1954 | M jak morderstwo                          | T       | N           | T         | Dial M for Murder, film zrealizowany przy użyciu techniki 3D                                        | [ 94 ]  |
| 1954 | Okno na podwórze                          | T       | N           | T         | Rear Window                                                                                         | [ 95 ]  |
| 1955 | Złodziej w hotelu                         | T       | N           | T         | To Catch a Thief                                                                                    | [ 96 ]  |
| 1955 | Kłopoty z Harrym                          | T       | N           | T         | The Trouble with Harry                                                                              | [ 97 ]  |
| 1956 | Człowiek, który wiedział za dużo          | T       | N           | T         | The Man Who Knew Too Much, remake filmu z 1934                                                      | [ 99 ]  |
| 1956 | Niewłaściwy człowiek                      | T       | N           | T         | The Wrong Man                                                                                       | [ 100 ] |
| 1958 | Zawrót głowy                              | T       | N           | T         | Vertigo                                                                                             | [ 101 ] |
| 1959 | Północ, północny zachód                   | T       | N           | T         | North by Northwest                                                                                  | [ 102 ] |
| 1960 | Psychoza                                  | T       | N           | T         | Psycho                                                                                              | [ 103 ] |
| 1963 | Ptaki                                     | T       | N           | T         | The Birds                                                                                           | [ 104 ] |
| 1964 | Marnie                                    | T       | N           | T         | | [ 105 ] |
| 1966 | Rozdarta kurtyna                          | T       | N           | T         | Torn Curtain                                                                                        | [ 106 ] |
| 1969 | Topaz                                     | T       | N           | T         | | [ 107 ] |
| 1972 | Szał                                      | T       | N           | T         | Frenzy                                                                                              | [ 108 ] |
| 1976 | Intryga rodzinna                          | T       | N           | T         | Family Plot                                                                                         | [ 109 ] |

## Telewizja
| Lata emisji | Tytuł                             | Rola      | Stacja  | Informacje | Źr      |
| ----------- | --------------------------------- | --------- | ------- | --- | ------- |

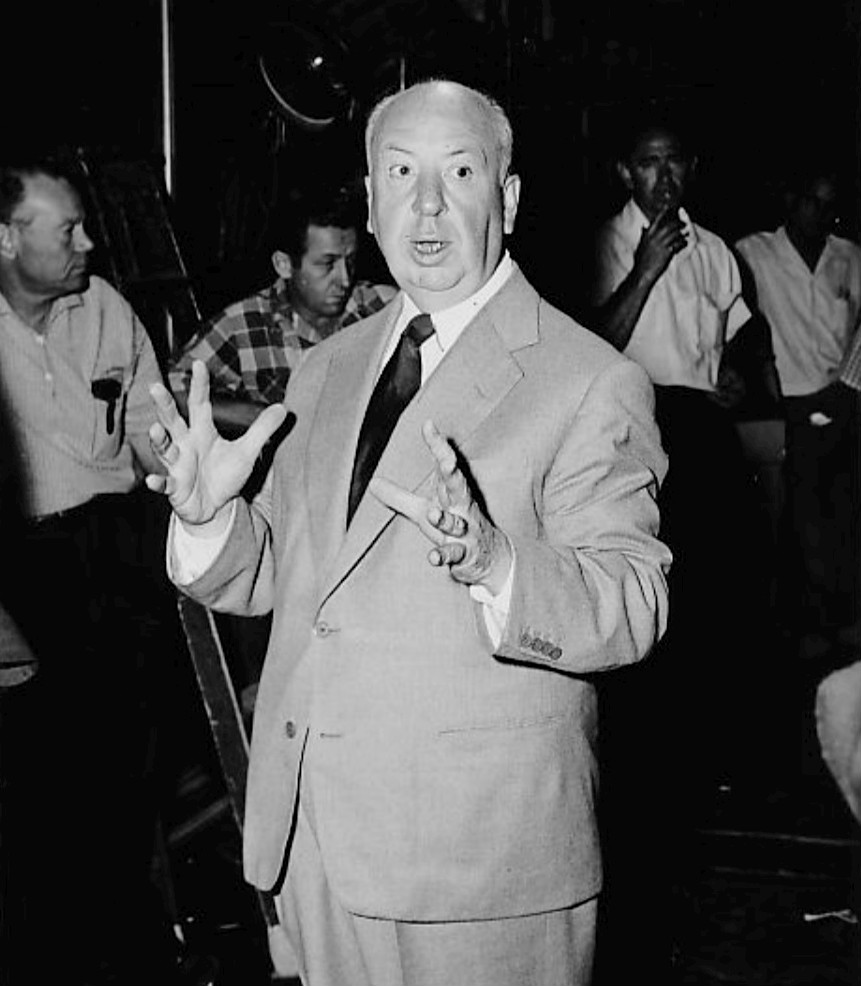
Alfred Hitchcock na planie serialu Alfred Hitchcock przedstawia (1955)

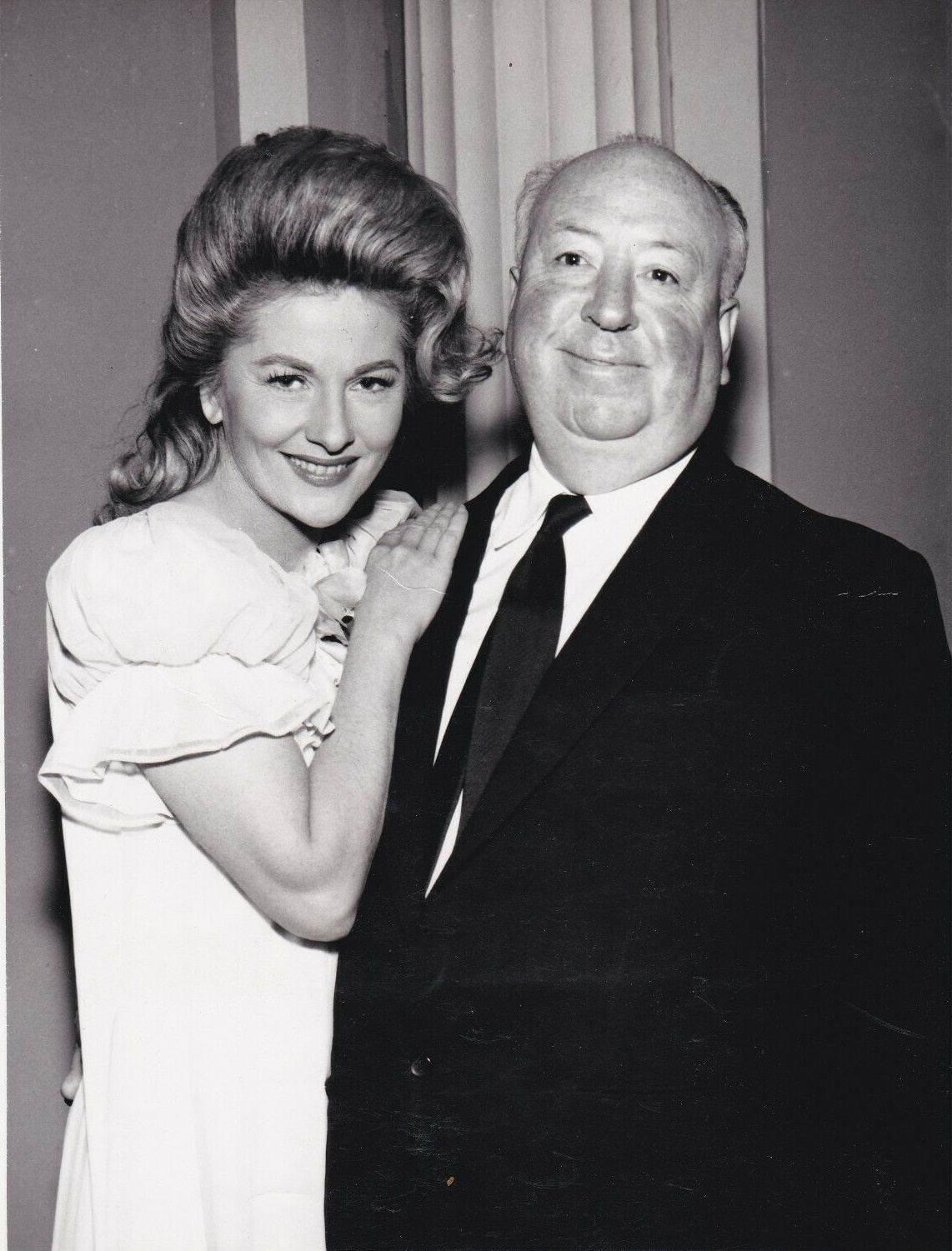
Joan Fontaine i Alfred Hitchcock na planie serialu Spotkanie z Alfredem Hitchcockiem (1963)

| 1955–1962   | Alfred Hitchcock przedstawia      | gospodarz | CBS NBC | 17 odcinków (reżyseria, produkcja): - „Revenge” - „Breakdown” - „The Case of Mr. Pelham” - „Back for Chrismas” - „Wet Saturday” - „Mr. Blanchard’s Secret” - „One More Mile to Go” - „The Perfect Crime” - „Lamb to the Slaughter” - „A Dip in the Pool” - „Poison” - „Banquo’s Chair” - „Arthur” - „The Crystal Trench” - „Mrs. Bixby and the Colonel’s Coat” - „The Horseplayer” - „Bang! You’re Dead” | [ 110 ] |
| 1957        | Suspicion                         | —         | NBC     | epizod: „Four O’Clock” (reżyseria, produkcja) | [ 111 ] |
| 1960        | Startime                          | —         | NBC     | epizod: „Incident at a Corner” (reżyseria, produkcja) | [ 112 ] |
| 1962        | Alcoa Premiere                    | —         | ABC     | epizod: „The Jail” (producent wykonawczy) | [ 113 ] |
| 1962–1965   | Spotkanie z Alfredem Hitchcockiem | gospodarz | CBS NBC | epizod: „I Saw the Whole Thing” (reżyseria, produkcja) | [ 114 ] |